# كلينت بلاك
كلينت بلاك (بالإنجليزية: Clint Black)‏ هو مغن مؤلف وموسيقي ومنتج أسطوانات ومغني أمريكي، ولد في 4 فبراير 1962 في لونغ برانش في الولايات المتحدة.

## وصلات خارجية
- كلينت بلاك على موقع IMDb (الإنجليزية)
- كلينت بلاك على موقع ميوزك برينز (الإنجليزية)
- كلينت بلاك على موقع قاعدة بيانات برودواي على الإنترنت (الإنجليزية)
- كلينت بلاك على موقع إن إن دي بي (الإنجليزية)
- كلينت بلاك على موقع أول ميوزيك (الإنجليزية)
- كلينت بلاك على موقع ديسكوغز (الإنجليزية)
- كلينت بلاك على موقع قاعدة بيانات الفيلم (الإنجليزية)